# Kyselivka (Chernígov)
Kyselivka (ucraniano: Киселі́вка) es un municipio rural de Ucrania perteneciente al raión de Chernígov de la óblast de Chernígov.
En 2020, el territorio del actual municipio tenía una población de unos seis mil habitantes, de los que unos novecientos vivían en el propio pueblo de Kyselivka y el resto repartidos en catorce pedanías. El municipio se formó en 2019 mediante la fusión de los consejos rurales de Kyselivka y Boromyky, a los que se añadieron Voznesenske, Petrushyn y Térejivka en 2020. Además de esos cinco pueblos, pertenecen al actual municipio otros diez: Berezanka, Brusýliv, Kobylianka, Morhúlychi, Petrove, Snovyanka, Novosélivka, Malýnivka, Stasý y Tovstolís. De los diez últimos pueblos mencionados, los tres primeros eran las únicas pedanías que tenía Kyselivka antes de la formación del actual municipio en 2019.
El pueblo fue fundado inicialmente en 1637 por un magnate de Kiev, que abrió aquí una fábrica de conservas con tres mil empleados. Sin embargo, en la rebelión de Jmelnitski, grupos de empleados se unieron al alzamiento, quemaron la fábrica y el pueblo y mataron al propietario de la fábrica. El pueblo no volvió a estar habitado hasta 1679, cuando se reconstruyó como un asentamiento agrícola.
Se ubica unos 10 km al noreste de la capital regional Chernígov, sobre la carretera R12 que lleva a Nóvgorod-Síverski. De Kyselivka sale al noreste la carretera R13, que lleva al trifinio con Bielorrusia y Rusia. Junto al pueblo fluye el río Zamhlái, muy cerca de su desembocadura en el río Desná.